# Hôtel de Rohan
Hôtel de Rohan (Palác Rohanů) je městský palác v Paříži, který se nachází v historické čtvrti Marais ve 3. obvodu v ulici Rue Vieille-du-Temple č. 87. Dnes zde sídlí Francouzský národní archiv.

## Historie
Palác byl postaven pro kardinála a štrasburského biskupa Armanda-Gastona de Rohan-Soubise v letech 1705-1707. Architektem budovy byl Pierre-Alexis Delamair (1675-1745). Napoleon Bonaparte zde roku 1808 zřídil císařskou tiskárnu, která zde sídlila do roku 1928. Od roku 1938 palác využívá společně s přilehlým Hôtel de Soubise Francouzský národní archiv, jsou zde uloženy písemnosti pařížských notářů a dále zde sídlí Musée de l'Histoire de France.
Od roku 1924 je palác chráněn jako historická památka. Nejcennějšími architektonickými prvky jsou klasicistní fasáda s portikem se sloupy a pilastry, bývalé stáje, jejichž portál zdobí basreliéf sochaře Roberta Le Lorraina (1666-1743), monumentální schodiště a soubor dřevěných plastik (tzv. kabinet opic) z roku 1750 s tématem cestování a exotiky.

## Externí odkazy

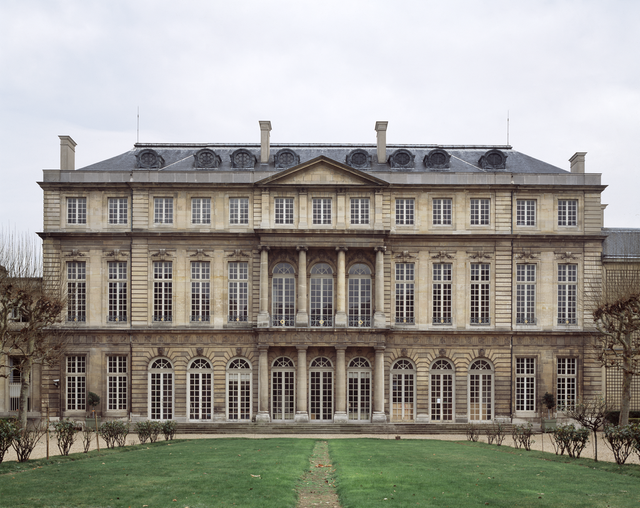
Hôtel de Rohan při pohledu od zahrady